# Bukor
Bukor (en serbe cyrillique : Букор) est un village de Serbie situé sur le territoire de la ville de Šabac, district de Mačva. Au recensement de 2011, il comptait 634 habitants.

## Démographie
| 1948  | 1953  | 1961  | 1971  | 1981  | 1991 | 2002 | 2011 |
| ----- | ----- | ----- | ----- | ----- | ---- | ---- | ---- |
| 1 744 | 1 823 | 1 712 | 1 600 | 1 167 | 942  | 818  | 634  |

|  |